# Далябушкі
Далябушкі (пол. Dalabuszki, нім. Scholtzhöhe) — село в Польщі, у гміні Ґостинь Гостинського повіту Великопольського воєводства.
Населення — 194 особи (2011).
У 1975-1998 роках село належало до Лешненського воєводства.

## Демографія
Демографічна структура станом на 31 березня 2011 року:
|          | Загалом | Допрацездатний вік | Працездатний вік | Постпрацездатний вік |
| -------- | ------- | ------------------ | ---------------- | -------------------- |
| Чоловіки | 95      | 29                 | 59               | 7                    |
| Жінки    | 99      | 26                 | 57               | 16                   |
| Разом    | 194     | 55                 | 116              | 23                   |